# Juan Arremón
Juan Pedro Arremón (Montevideo, 8 febbraio 1899 – Montevideo, 15 giugno 1979) è stato un calciatore uruguaiano, di ruolo attaccante.

## Caratteristiche tecniche
Giocava come ala.

## Carriera

### Club
Entrato nelle giovanili del Peñarol nel 1916, venne aggregato alla prima squadra a partire dal 1921: rimase nella rosa per i successivi 14 anni, giocando da titolare e vincendo un totale di 4 campionati nazionali (tra cui uno della FUF).

### Nazionale
Arremón debuttò in Nazionale l'8 dicembre 1923, durante l'incontro tra Argentina e Uruguay valido per la Copa Ministro de Relaciones Exteriores. Giocò poi l'incontro seguente il 10 agosto 1924, per la successiva edizione del torneo. Dopo 3 anni senza presenze, tornò in Nazionale nel 1927: giocò due partite contro l'Argentina, nell'ambito di Copa Newton e Copa Lipton. Fu poi convocato per il Campeonato Sudamericano de Football 1927, in cui debuttò il 1º novembre contro il Perù, giocando da ala destra. Segnò il suo unico gol con la selezione uruguaiana il 6 novembre contro la Bolivia, realizzando il provvisorio 3-0 al 43º minuto della gara che poi terminò 9-0. L'ultima partita dell'anno fu quella contro il Cile del 10 dicembre. Partecipò poi ai Giochi olimpici di Amsterdam 1928, giocando contro Paesi Bassi e il replay della finale contro l'Argentina. Nel 1929 giocò contro l'Argentina in due occasioni (Copa Newton e Copa Lipton); disputò poi il suo ultimo incontro in Nazionale l'11 novembre contro il Perù, nel Sudamericano del 1929.

## Palmarès

### Club
- Campionato uruguaiano: 5

Peñarol: 1921, 1928, 1929, 1932, 1935
- Primera División (FUF): 1

Peñarol: 1924
- Campeonato Provisorio: 1

Peñarol: 1926

### Nazionale
- Oro olimpico: 1

Amsterdam 1928